# Pact van Bagdad

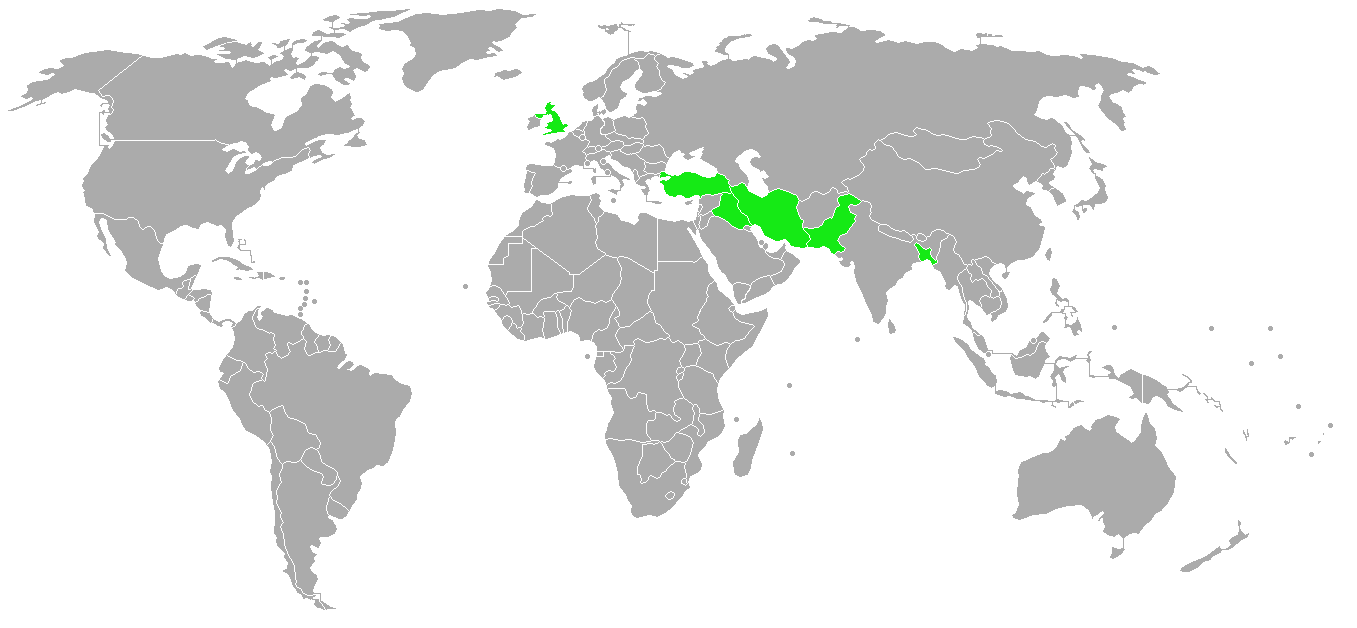
De deelnemende landen aan het Pact van Bagdad

Het Pact van Bagdad (oorspronkelijke officiële naam: Middle East Treaty Organization (Verdragsorganisatie van het Midden-Oosten METO), later Central Treaty Organization (Centrale Verdragsorganisatie CENTO) genoemd) was een anti-communistische verdragsorganisatie uit de Koude Oorlog in het Midden-Oosten, gegroeid uit een verdrag tot wederzijdse bijstand dat Turkije en Pakistan in februari 1954 aangingen. Op 4 februari 1955 sloten Irak en Turkije een militair samenwerkingsverband, waarbij zich vanaf 15 april van dat jaar het Verenigd Koninkrijk en later op 23 september Pakistan en op 23 oktober Iran aansloten. Vanaf 1955 werd de term Pact van Bagdad of Middle East Treaty Organization (METO) gebruikt voor de verdragsorganisatie, waarvan de zetel in Bagdad werd gevestigd.
Het pact kwam tot stand door Amerikaanse beloften van economische en militaire steun. De Verenigde Staten besloten zich niet bij de verdragsorganisatie aan te sluiten om Arabische  staten niet van zich te vervreemden met wie vriendschappelijke relaties werden nagestreefd. Radicale nationalisten en  panarabisten zagen het Pact als een Britse poging verloren invloed in de regio terug te winnen, als vergoeding voor het verlies van India door het Britse Rijk. Vele van deze nationalistische organisaties zouden samen met recent onafhankelijk geworden landen uit Azië en Afrika (waaronder een flink aantal ex-kolonies) bijeenkomen in de Bandungconferentie om een "Derde Weg" te bespreken los van het Westen en de Sovjet-Unie.
In 1958 sloten de Verenigde Staten zich alsnog aan bij het militaire comité van de verdragsorganisatie.
Algemeen wordt dit Pact gezien als het minst succesvolle van alle in het kader van de containment-politiek aangegane allianties gedurende de Koude Oorlog.

## Geschiedenis
Net als bij de verdragsorganisatie die als voorbeeld diende, de NAVO, verplichtten de Pact-deelnemers zich tot wederzijdse samenwerking en bijstand in geval van een aanval door een derde macht en tot non-interventie in elkanders binnen- en buitenlandse zaken. Het doel was de Sovjet-Unie met een linie van sterke staten aan de zuidwestzijde te omsingelen. Maar in tegenstelling tot de NAVO had de CENTO geen gecentraliseerde verenigde militaire commandostructuur. Ook waren er geen Britse of Amerikaanse militaire bases gevestigd in de Pactstaten. Wel hadden de Verenigde Staten installaties om de communicatie en andere elektronische activiteiten in de Sovjet-Unie te kunnen bespioneren, en werden de vluchten met de U-2 spionagevliegtuigen over de Sovjet-Unie vanaf bases in Pakistan uitgevoerd. Het Verenigd Koninkrijk had op grond van het Pact het gebruiksrecht van sommige militaire installaties in Pakistan en Irak. Via NAVO-afspraken hadden de Verenigde Staten daarnaast met Turkije de afspraak dat hun militaire vliegvelden door de Amerikanen gebruikt mochten worden.
Op 14 juli 1958 werd de door de Britten opgelegde Iraakse monarchie door een militaire staatsgreep verdreven. Brigadier-generaal Abdul Karim Qassem verbrak de banden met het Pact,  ging diplomatieke banden aan met de Sovjet-Unie en maakte van zijn land een niet-gebonden land. Niet lang daarna, op 24 maart 1959, trok Irak zich terug uit de verdragsorganisatie, die vanaf 19 augustus in dat jaar verderging als CENTO.
Het Midden-Oosten en Zuid-Azië verwerden gedurende de jaren zestig tot extreem-gewelddadige streken dankzij de voortdurende Arabisch-Israëlisch conflict en de diverse oorlogen tussen India en Pakistan. De CENTO wilde in geen van deze conflicten betrokken raken aangezien het een tegen de Sovjet-Unie gerichte organisatie was. Dat bleek het duidelijkst toen Pakistaanse hulpverzoeken in 1965 en 1971 strandden, hoewel het land aangevallen werd door India.
CENTO begaf zich niet buiten het werkterrein, waardoor de Sovjet-Unie haar invloedssfeer vrij eenvoudig naar niet-lidstaten in de regio kon uitbreiden. De beoogde omsingeling werd daardoor overlopen door middel van militaire en politieke samenwerkingen met de regeringen van Egypte, Syrië, Irak, de Volksrepubliek Zuid-Jemen, Somalië en Libië. In 1970 waren er maar liefst 20000 Russische militairen gelegerd in Egypte en waren er marinebases in Syrië, Somalië en Zuid-Jemen.
De Turkse invasie van Cyprus in 1974 zette het Verenigd Koninkrijk ertoe aan de op het eiland gelegerde en voor CENTO-taken bestemde troepen terug te trekken.
De Iraanse Revolutie van 1979 betekende het definitieve einde van  de wederzijdse verdragsorganisatie toen Iran zich op 26 september eruit terugtrok, nadat zowel Pakistan als Iran al in maart van dat jaar de banden met de organisatie verbraken. Defensieve verdragen van het Verenigd Koninkrijk en/of de Verenigde Staten met landen in de regio die sindsdien nog werden afgesloten waren bilateraal van aard.

## Lijst van secretarissen-generaal
De verdragsorganisatie werd, net als de NAVO, geleid door een secretaris-generaal. Opeenvolgend waren dat:
| Zetelperiode | Naam                            | Land van herkomst |
| ------------ | ------------------------------- | ----------------- |
| 1955-1958    | Awni Khalidy                    |                   |
| 1959-1961    | Mirza O.A. Baig                 |                   |
| 1962-1968    | Abbas Ali Khalatbari            |                   |
| 1968-1972    | Turgut Menemencioğlu            |                   |
| 1972-1975    | Nassir Assar                    |                   |
| 1975-1977    | Ümit Haluk Bayülken             |                   |
| 1977-1978    | Sidar Hasan Mahmud (waarnemend) |                   |
| 1978-1979    | Kamuran Gürün                   |                   |